# Patrice Luzi
Patrice Luzi Bernardi (ur. 8 lipca 1980 w Ajaccio) – francuski piłkarz grający na pozycji bramkarza.

## Kariera klubowa
Luzi urodził się na Korsyce w mieście Ajaccio. W wieku 10 lat podjął treningi w Gazélec Ajaccio, a w 1997 roku trafił do juniorów AS Monaco. W 1999 roku stał się członkiem pierwszego zespołu, a 13 maja 2000 zadebiutował w Ligue 1 w przegranym 1:3 wyjazdowym spotkaniu z AS Saint-Étienne. Monaco zostało mistrzem kraju, a Luzi pełnił wówczas rolę rezerwowego bramkarza dla Fabiena Bartheza oraz Tony’ego Sylvy. Przez dwa lata rozegrał dla Monaco jedno spotkanie. Latem 2001 powrócił do Ajaccio i został piłkarzem AC Ajaccio, ale i tu był tylko drugim bramkarzem, tym razem dublerem dla Stéphane'a Trévisana i wystąpił tylko w jednym meczu.
W 2002 roku Luzi przeszedł na zasadzie wolnego transferu do Liverpoolu. Występował jednak głównie w rezerwach i Pucharze Ligi Angielskiej. Był trzecim bramkarzem drużyny i przegrywał rywalizację z Jerzym Dudkiem oraz Chrisem Kirklandem. Przez trzy lata rozegrał jeden mecz w Premiership, 7 stycznia 2004 przeciwko Chelsea F.C. (1:0).
W 2005 roku Patrice trafił do Belgii, do drużyny Excelsioru Mouscron. Debiut w Eerste Klasse zaliczył 5 sierpnia w meczu z Club Brugge, przegranym przez Mouscron 0:2. W Excelsiorze Francuz spędził jeden sezon. Natomiast w sezonie 2006/2007 Luzi był pierwszym golkiperem innej drużyny z Belgii, R. Charleroi S.C. (debiut: 9 września w wygranym 2:1 meczu z KSV Roeselare).
W letnim oknie transferowym 2007 roku Luzi przeszedł do Stade Rennais FC. W nowej drużynie po raz pierwszy wystąpił 1 września w spotkaniu przeciwko Lille OSC. W sezonie 2007/2008 występował na przemian z Nicolasem Douchezem, a obecnie jest jego dublerem.
| Sezon   | Klub               | Kraj    | Rozgrywki     | Mecze | Bramki |
| ------- | ------------------ | ------- | ------------- | ----- | ------ |
| 1999/00 | AS Monaco          | Francja | Ligue 1       | 1     | 0      |
| 2000/01 | AS Monaco          | Francja | Ligue 1       | 0     | 0      |
| 2001/02 | AC Ajaccio         | Francja | Ligue 1       | 1     | 0      |
| 2002/03 | Liverpool F.C.     | Anglia  | Premiership   | 0     | 0      |
| 2003/04 | Liverpool F.C.     | Anglia  | Premiership   | 1     | 0      |
| 2004/05 | Liverpool F.C.     | Anglia  | Premiership   | 0     | 0      |
| 2005/06 | Excelsior Mouscron | Belgia  | Eerste Klasse | 26    | 0      |
| 2006/07 | R. Charleroi S.C.  | Belgia  | Eerste Klasse | 28    | 0      |
| 2007/08 | Stade Rennais FC   | Francja | Ligue 1       | 19    | 0      |
| 2008/09 | Stade Rennais FC   | Francja | Ligue 1       | 0     | 0      |